# Fareez Farhan
Fareez Farhan (* 29. Juli 1994 in Singapur), mit vollständigen Namen Muhammad Fareez Bin Mohd Farhan, ist ein singapurischer Fußballspieler.

## Karriere

### Verein
Fareez Farhan stand von 2011 bis Mitte 2012 bei Gombak United unter Vertrag. Der Verein spielte in der ersten singapurischen Liga, der S. League. Im Juli 2012 wechselte er zu den Young Lions. Die Young Lions sind eine U23-Mannschaft, die 2002 gegründet wurde. In der Elf spielen U23-Nationalspieler und auch Perspektivspieler. Ihnen soll die Möglichkeit gegeben werden, Spielpraxis in der ersten Liga zu sammeln. 2014 unterschrieb er einen Vertrag beim Ligakonkurrenten Hougang United. 2016 kehrte er zu den Young Lions zurück. Für seinen ehemaligen Verein Hougang United stand er von 2017 bis 2018 wieder auf dem Spielfeld. 2019 wurde er von Geylang International verpflichtet. Bei Geylang stand er bis Ende 2022 unter Vertrag. Für den Klub bestritt er 60 Erstligaspiele, in denen er zehn Tore schoss. Nach der Saison 2022 wurde sein Vertrag nicht verlängert. Am 1. Januar 2023 schloss er sich dem unterklassigen Singapore Khalsa Association FC an.

### Nationalmannschaft
Fareez Farhan spielte siebenmal in der singapurischen U21-Nationalmannschaft. Seit 2019 spielt er für die A-Nationalmannschaft.